# 40e cérémonie des Saturn Awards
La 40e cérémonie des Saturn Awards, récompensant les films, séries télévisées et téléfilms sortis en 2013 et les professionnels s'étant distingués cette année-là, s'est déroulée le 26 juin 2014.

## Palmarès
Les lauréats sont indiqués ci-dessous en premier de chaque catégorie et en gras.

### Cinéma

#### Meilleur film de science-fiction
- Gravity
  - La Stratégie Ender (Ender's Game)
  - Hunger Games : L'Embrasement (The Hunger Games: Catching Fire)
  - Pacific Rim
  - Riddick
  - Star Trek Into Darkness

#### Meilleur film fantastique
- Her
  - Il était temps (About Time)
  - Le Hobbit : La Désolation de Smaug (The Hobbit: The Desolation of Smaug)
  - Jack le chasseur de géants (Jack the Giant Slayer)
  - Le Monde fantastique d'Oz (Oz the Great and Powerful)
  - La Vie rêvée de Walter Mitty (The Secret Life of Walter Mitty)

#### Meilleur film d'horreur
- Conjuring : Les Dossiers Warren (The Conjuring)
  - Carrie : La Vengeance (Carrie)
  - Mama
  - American Nightmare (The Purge)
  - C'est la fin (This Is the End)
  - Warm Bodies

#### Meilleur thriller
N.B. : cette catégorie est décernée cette année-là pour la première fois. Jusqu'en 2010, les thrillers étaient inclus dans la catégorie meilleur film d'action, d'aventure ou thriller. Entre 2011 et 2013, les thrillers étaient classés dans la catégorie meilleur film d'horreur.
- World War Z
  - Prisoners
  - The Call
  - The East
  - Insaisissables (Now You See Me)
  - The Place Beyond the Pines

#### Meilleur film d'action ou d'aventures
- Fast and Furious 6
  - La Voleuse de livres (The Book Thief)
  - The Ryan Initiative (Jack Ryan: Shadow Recruit)
  - Lone Ranger, naissance d'un héros (The Lone Ranger)
  - Du sang et des larmes (Lone Survivor)
  - Rush

#### Meilleur film international
- Big Bad Wolves •  Israël
  - Blancanieves •  Espagne,  France
  - Hijacking •  Danemark
  - Maintenant c'est ma vie (How I Live Now) •  Royaume-Uni
  - Stoker •  Royaume-Uni
  - Le Dernier Pub avant la fin du monde (The World's End) •  Royaume-Uni

#### Meilleur film d'animation
- La Reine des neiges (Frozen)
  - Moi, moche et méchant 2 (Despicable Me 2)
  - La Colline aux coquelicots (From Up on Poppy Hill)
  - Monstres Academy (Monsters University)

#### Meilleur film tiré d'un comic
- Iron Man 3
  - Man of Steel
  - Thor : Le Monde des ténèbres (Thor: The Dark World)
  - Wolverine : Le Combat de l'immortel (The Wolverine)

#### Meilleur film indépendant
- Twelve Years a Slave
  - De grandes espérances (Great Expectations)
  - Inside Llewyn Davis
  - The Invisible Woman
  - Les Brasiers de la colère (Out of the Furnace)
  - Upside Down

#### Meilleure réalisation
- Alfonso Cuarón pour Gravity
  - J. J. Abrams pour Star Trek Into Darkness
  - Peter Berg pour Du sang et des larmes
  - Peter Jackson pour Le Hobbit : La Désolation de Smaug
  - Francis Lawrence pour Hunger Games : L'Embrasement
  - Guillermo del Toro pour Pacific Rim

#### Meilleur scénario
- Spike Jonze pour Her
  - Fran Walsh, Philippa Boyens, Peter Jackson et Guillermo del Toro pour Le Hobbit : La Désolation de Smaug
  - Joel Coen et Ethan Coen pour Inside Llewyn Davis
  - Alfonso Cuarón et Jonás Cuarón pour Gravity
  - Jennifer Lee pour La Reine des neiges
  - Edgar Wright et Simon Pegg pour Le Dernier Pub avant la fin du monde

#### Meilleur acteur
- Robert Downey Jr. pour le rôle de Tony Stark pour Iron Man 3
  - Oscar Isaac pour le rôle de Llewyn Davis dans Inside Llewyn Davis
  - Simon Pegg pour le rôle de Gary King dans Le Dernier Pub avant la fin du monde
  - Joaquin Phoenix pour le rôle de Theodore Twombly dans Her
  - Brad Pitt pour le rôle de Gerry Lane dans World War Z
  - Ben Stiller pour le rôle de Walter Mitty dans La Vie rêvée de Walter Mitty

#### Meilleure actrice
- Sandra Bullock pour le rôle de Dr Ryan Stone dans Gravity
  - Halle Berry pour le rôle de Jordan Turner dans The Call
  - Martina Gedeck pour le rôle de la femme dans Le Mur invisible (Die Wand)
  - Jennifer Lawrence pour le rôle de Katniss Everdeen dans Hunger Games : L'Embrasement
  - Emma Thompson pour le rôle de Pamela L. Travers dans Dans l'ombre de Mary (Saving Mr. Banks)
  - Mia Wasikowska pour le rôle d'India Stoker dans Stoker

#### Meilleur acteur dans un second rôle
- Ben Kingsley pour le rôle du Mandarin dans Iron Man 3
  - Daniel Brühl pour le rôle de Niki Lauda dans Rush
  - George Clooney pour le rôle de Matt Kowalski dans Gravity
  - Benedict Cumberbatch pour le rôle de Khan Noonien Singh dans Star Trek Into Darkness
  - Harrison Ford pour le rôle de Hyrum Graff dans La Stratégie Ender
  - Tom Hiddleston pour le rôle de Loki dans Thor : Le Monde des ténèbres
  - Bill Nighy pour le rôle du père de Tim dans Il était temps

#### Meilleure actrice dans un second rôle
- Scarlett Johansson pour le rôle de Samantha dans Her
  - Nicole Kidman pour le rôle d'Evelyn Stoker dans Stoker
  - Melissa Leo pour le rôle de Holly Jones dans Prisoners
  - Evangeline Lilly pour le rôle de Tauriel dans Le Hobbit : La Désolation de Smaug
  - Jena Malone pour le rôle de Johanna Mason dans Hunger Games : L'Embrasement
  - Emily Watson pour le rôle de Rosa Hubermann dans La Voleuse de livres

#### Meilleur jeune acteur
- Chloë Moretz pour le rôle de Carrie White dans Carrie : La Vengeance
  - Asa Butterfield pour le rôle d'Ender Wiggin dans La Stratégie Ender
  - Sophie Nélisse pour le rôle Liesel Meminger dans La Voleuse de livres
  - Saoirse Ronan pour le rôle de Daisy dans Maintenant c'est ma vie
  - Ty Simpkins pour le rôle de Harley dans Iron Man 3
  - Dylan Sprayberry pour le rôle de Superman à 13 ans dans Man of Steel

#### Meilleure musique
- Frank Ilfman pour Big Bad Wolves
  - Danny Elfman pour Le Monde fantastique d'Oz
  - Howard Shore pour Le Hobbit : La Désolation de Smaug
  - Brian Tyler pour Iron Man 3
  - Brian Tyler pour Insaisissables
  - John Williams pour La Voleuse de livres

#### Meilleur montage
- Alfonso Cuarón et Mark Sanger pour Gravity
  - Peter Amundson et John Gilroy pour Pacific Rim
  - Alan Edward Bell pour Hunger Games : L'Embrasement
  - Mark Day pour Il était temps
  - Daniel P. Hanley et Mike Hill pour Rush
  - Christian Wagner, Kelly Matsumoto et Dylan Highsmith pour Fast and Furious 6

#### Meilleurs costumes
- Trish Summerville pour Hunger Games : L'Embrasement
  - Gary Jones pour Le Monde fantastique d'Oz
  - Michael Kaplan pour Star Trek Into Darkness
  - Wendy Partridge pour Thor : Le Monde des ténèbres
  - Beatrix Aruna Pasztor pour De grandes espérances
  - Penny Rose pour 47 Ronin

#### Meilleurs décors
- Dan Hennah pour Le Hobbit : La Désolation de Smaug
  - Philip Messina pour Hunger Games : L'Embrasement
  - Andrew Neskoromny et Carol Spier pour Pacific Rim
  - Andy Nicholson pour Gravity
  - Jan Roelfs pour 47 Ronin
  - Robert Stromberg pour Le Monde fantastique d'Oz

#### Meilleur maquillage
- Donald Mowat pour Prisoners
  - Patrick Baxter, Jane O'Kane et Roger Murray pour Evil Dead
  - Peter King, Rick Findlater et Richard Taylor pour Le Hobbit : La Désolation de Smaug
  - Howard Berger, Janie Kelman et Peter Montagna pour Du sang et des larmes
  - Fae Hammond, Mark Coulier et Kirstin Chalmers pour Rush
  - Karen Cohen, David White et Elizabeth Yianni-Georgiou pour Thor : Le Monde des ténèbres

#### Meilleurs effets spéciaux
- Tim Webber, Chris Lawrence, David Shirk et Neil Corbould pour Gravity
  - Joe Letteri, Eric Saindon, David Clayton et Eric Reynolds pour Le Hobbit : La Désolation de Smaug
  - Joe Letteri, John Desjardin et Dan Lemmon pour Man of Steel
  - John Knoll, James E. Price, Clay Pinney et Rocco Larizza pour Pacific Rim
  - Patrick Tubach, Ben Grossman et Burt Dalton pour Star Trek Into Darkness
  - Jake Morrison, Paul Corbould et Mark Breakspear pour Thor : Le Monde des ténèbres

### Télévision
Note : le symbole « ♕ » rappelle le gagnant de l'année précédente (si nomination).

#### Meilleure série diffusée sur les réseaux nationaux
- Hannibal
- Revolution ♕
  - Agents of S.H.I.E.L.D.
  - The Blacklist
  - Following
  - Sleepy Hollow
  - Under the Dome

#### Meilleure série diffusée sur le câble ou en syndication
- The Walking Dead ♕
  - American Horror Story: Coven
  - The Americans
  - Continuum
  - Dexter
  - Haven

#### Meilleur téléfilm, mini-série ou programme spécial
- Breaking Bad ♕
  - Bates Motel
  - Black Sails
  - Falling Skies
  - Game of Thrones
  - Vikings

#### Meilleure série orientée jeunesse
- Teen Wolf ♕
  - Arrow
  - Pretty Little Liars
  - Supernatural
  - The Tomorrow People
  - The Vampire Diaries

#### Meilleur acteur de télévision
- Mads Mikkelsen pour le rôle de Hannibal Lecter dans Hannibal
  - Kevin Bacon pour le rôle de Ryan Hardy dans Following ♕
  - Bryan Cranston pour le rôle de Walter White dans Breaking Bad ♕
  - Hugh Dancy pour le rôle de Will Graham dans Hannibal
  - Freddie Highmore pour le rôle de Norman Bates dans Bates Motel
  - James Spader pour le rôle de Raymond Reddington dans The Blacklist
  - Noah Wyle pour le rôle de Tom Mason dans Falling Skies

#### Meilleure actrice de télévision
- Vera Farmiga pour le rôle de Norma Louise Bates dans Bates Motel
  - Jennifer Carpenter pour le rôle de Debra Morgan dans Dexter
  - Anna Gunn pour le rôle de Skyler White dans Breaking Bad
  - Jessica Lange pour le rôle de Fiona Goode dans American Horror Story: Coven
  - Rachel Nichols pour le rôle de Kiera Cameron dans Continuum
  - Keri Russell pour le rôle d'Elizabeth Jennings dans The Americans

#### Meilleur acteur de télévision dans un second rôle
- Aaron Paul pour le rôle de Jesse Pinkman dans Breaking Bad
  - Nikolaj Coster-Waldau pour le rôle de Jaime Lannister dans Game of Thrones
  - Erik Knudsen pour le rôle d'Alec Sadler dans Continuum
  - David Lyons pour le rôle de Sebastian Monroe dans Revolution
  - Dean Norris pour le rôle de Big Jim Rennie dans Under the Dome
  - James Purefoy pour le rôle de Joe Carroll dans Following

#### Meilleure actrice de télévision dans un second rôle
- Melissa McBride pour le rôle de Carol Peletier dans The Walking Dead
  - Kathy Bates pour le rôle de Delphine Lalaurie dans American Horror Story: Coven
  - Sarah Carter pour le rôle de Margaret dans Falling Skies
  - Gwendoline Christie pour le rôle de Brienne de Torth dans Game of Thrones
  - Michelle Fairley pour le rôle de Catelyn Stark dans Game of Thrones
  - Elizabeth Mitchell pour le rôle de Rachel Matheson dans Revolution

#### Meilleur artiste invité
- Robert Forster pour le rôle d'Ed dans Breaking Bad
  - Stephen Collins pour le rôle du président Benjamin Hathaway dans Falling Skies
  - Danny Huston pour le rôle de l'homme à la hache dans American Horror Story: Coven
  - David Morrissey pour le rôle du Gouverneur dans The Walking Dead
  - Charlotte Rampling pour le rôle du Dr Vogel dans Dexter
  - Gina Torres pour le rôle de Phillys Crawford dans Hannibal

#### Meilleur jeune acteur de télévision
- Chandler Riggs pour le rôle de Carl Grimes dans The Walking Dead
  - Colin Ford pour le rôle de Joe MacAllister dans Under the Dome
  - Jared S. Gilmore pour le rôle de Henry Mills dans Once Upon a Time
  - Jack Gleeson pour le rôle de Joffrey Baratheon dans Game of Thrones
  - Connor Jessup pour le rôle de Ben Mason dans Falling Skies
  - Mackenzie Lintz pour le rôle de Norrie Calvert-Hill dans Under the Dome

### DVD / Blu-Ray

#### Meilleure édition DVD
- Une sale grosse araignée
  - The Brass Teapot
  - La Malédiction de Chucky
  - Mischief Night
  - Solomon Kane
  - Twixt
  - You're Next

#### Meilleure version DVD / Blu-Ray édition spéciale
- La Nuit des masques (35th Anniversary Edition)
  - Le Voyage fantastique
  - La Maison du diable
  - L'Homme au masque de cire
  - Nosferatu le vampire
  - Le Dieu d'osier

#### Meilleure collection DVD
- Chucky: The Complete Collection
  - The Bowery Boys: Collection: Volumes 2 and 3
  - Friday the 13th: The Complete Collection
  - James Dean Ultimate Collector's Collection
  - Mad Max Trilogy
  - Zatoichi The Blind Swordsman

#### Meilleure édition DVD d'un programme télévisé
- Star Trek : La Nouvelle Génération (saisons 3, 4 et 5)
  - The Adventures of Superboy (saison 3)
  - Search
  - Under the Dome (saison 1)
  - The Walking Dead (saison 3)
  - The White Queen (saison 1)

### Prix spéciaux

#### George Pal Memorial Award
- Gregory Nicotero

#### Special Recognition Award
- Marc Cushman

#### Life Career Award
- Malcolm McDowell

#### Dan Curtis Legacy Award
- Bryan Fuller